# Nieuw-Koerland

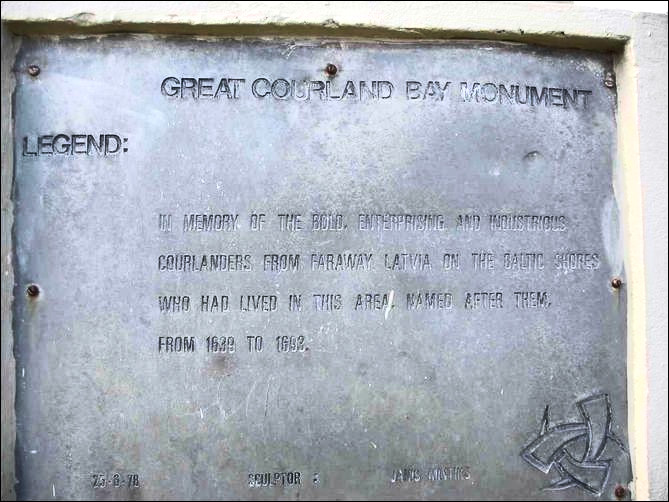
Monument

Nieuw Koerland (Duits: Neu Kurland, Pools: Nowa Kurlandia) was een Koerse kolonie op het Caraïbische eiland Tobago. Het Hertogdom Koerland en Semgallen heeft vanaf 1637 tot 1690 meerdere pogingen gedaan om het eiland te koloniseren. Vooral onder de heerschappij van hertog Jacob Kettler breidde Koerland zijn handelsbelangen uit en onderhield het land een van de grootste koopvaardijvloten van Europa.

## Eerste pogingen tot kolonisatie
Omstreeks 1637 ondernam het hertogdom zijn eerste handelsondernemingen naar de Antillen waarbij geprobeerd werd om met 212 man een kolonie op Tobago te stichten. Een in 1628 gestichte Nederlandse kolonie op het eiland was een paar maanden eerder verwoest door de Spanjaarden. De eerste Koerse poging tot het stichten van een kolonie was een mislukking, evenals een twee poging in 1639. In 1642 kwamen onder het bevel van kapitein Caroon twee schepen met aan boord 300 kolonisten aan op het eiland. Zij probeerden zich aan de noordzijde van het eiland, nabij Courland Bay (Nederlands: Koerland Baai), te vestigen maar werden verdreven door de Cariben, de oorspronkelijke bewoners van het eiland. De meeste bewoners werden omgebracht en de overlevenden vluchtten naar Guiana.

## Nieuw Koerland
Op 20 mei 1654 kwam het schip Das Wappen der Herzogin von Kurland met aan boord 45 kanonnen, 25 officieren, 124 soldaten en 80 kolonistenfamilies aan om het eiland opnieuw in bezit te nemen. Kapitein Willem Mollens doopte het eiland Nieuw Koerland (Neu-Kurland). Er werd begonnen aan de bouw van een fort, Fort Jacobus, een stad, Jacobsstadt, en een Lutherse kerk aan de Zuidwest zijde van het eiland. Ook andere plaatsen werden naar Koerland vernoemd, zoals Neu-Mitau (Nieuw Jelgava) en Libau Baai. De kolonie was succesvol, maar veel kleiner dan de Nederlandse kolonie Nieuw Walcheren die in september 1654 gesticht was. In 1657 kwamen nog 120 Koerlandse kolonisten aan om de kolonie te versterken. Op het hoogtepunt van zijn succes exporteerde Nieuw Koerland suiker, tabak, koffie, katoen, gember, indigo, rum, cacao, schildpad-schilden en tropische vogels en hun veren.
Toen de bevolking van de Nederlandse kolonie echter uitgroeide tot 1200 inwoners (1658) en de Noordse Oorlog het Koerland onmogelijk maakte om versterkingen naar de kolonie te sturen, moesten de bewoners van Nieuw Koerland zich op 11 december 1659 overgeven aan de Nederlanders.

## Het definitieve einde van de kolonie
Na een aanval door Jamaicaanse zeerovers in 1666 werd het eiland bezet door de Engelsen en later de Fransen. In 1667 werd het eiland opnieuw in bezit genomen door de Nederlanders. Een Koers schip dat in december 1668 probeerde om Fort Jacobus opnieuw in bezit te nemen werd door de Nederlanders verjaagd. Pogingen om het eiland opnieuw te koloniseren in 1678 en in 1680 mislukten allemaal. Na 1690 heeft het hertogdom geen pogingen meer gedaan om het eiland opnieuw in handen te krijgen, maar tot aan 1795, toen het land geannexeerd werd door Rusland, bleven er stadhouders aangesteld worden om de kolonie te "besturen".
Nieuw-Koerland · Koerlandse Gambia